# 普拉文·乔丹
普拉文·乔丹（1993年4月26日—），印尼著名羽毛球男子混合雙打運動員。

## 簡歷

### 2011年-2014年 大獎賽及黃金大獎賽首夺、亚运会捡铜
2011年7月，普拉文·乔丹代表印尼参加印度勒克瑙举办的亞洲青年羽毛球錦標賽，在率先进行的团体赛，印尼队赢得季军；而与蒂亚拉·罗萨莉娅·努莱达赫的混双準決賽以0比2（14-21、21-23）不敌中国的裴天轶/区冬妮，赢得混合双打季军。
2012年3月，普拉文·乔丹与Didit Juang Indrianto出战越南羽毛球國際挑戰賽，在男双準决赛以1比2（20-22、21-19、16-21）不敌赛会2号种子、队友的吉德翁·马库斯·费尔纳尔迪/阿格里皮纳·普里玛·罗曼托·普特拉。
2013年1月，普拉文·乔丹與维塔·玛丽莎出戰馬來西亞羽毛球超級賽，在混双準决赛以0比2（14-21、17-21）不敌赛会2号种子、丹麦的约金·费舍尔·尼尔森/克里斯汀娜·彼德森。同年4月，他与维塔·玛丽莎出战紐西蘭羽毛球大獎賽，在混双决赛以2比0（21-18、21-8）击败了赛会头号种子、队友的里基·维迪安托/普斯皮达·里奇·蒂莉，夺得其首个国际赛冠军。同期4月，他与维塔·玛丽莎出战馬來西亞羽毛球黃金大獎賽，在混双决赛以2比1（20-22、21-13、21-17）击败了赛会4号种子、马来西亚的陳毅權/賴沛君，赢得第二个国际赛冠军。同年6月，他与维塔·玛丽莎出战新加坡羽毛球超級賽，从首圈一路淘汰了新加坡的许永凯/伏明天、印度的阿伦·维什奴/阿帕娜·巴兰、队友的穆罕默德·雷扎/戴比·苏珊托；直到四强面对赛会3号种子、队友的通托维·艾哈迈德/利利亚纳·纳西尔，鏖战三局以1比2（11-21、21-16、18-21）落败，但创下在超级赛四强最好成绩。同年7月，他与Didit Juang出战印尼羽毛球國際挑戰賽，在男双决赛以2比1（17-21、21-16、23-21）击败了队友的哈迪安托/阿格里皮纳·普里玛·罗曼托·普特拉，赢得冠军。同年9月，他与维塔·玛丽莎出战印尼羽毛球黃金大獎賽，在混双决赛以2比1（22-20、9-21、21-14）击败了赛会头号种子、队友的通托维·艾哈迈德/利利亚纳·纳西尔，赢得冠军。
2014年9月，普拉文·乔丹代表印尼参加韩国仁川举办的亞洲運動會羽毛球比賽，在混双赛事中携手戴比·苏珊托赢得亚运会混合双打季军。

### 2015年 东运会双冠、世锦赛八强
2015年1月，普拉文·乔丹与戴比·苏珊托出战馬來西亞羽毛球大師賽，在混双决赛以0比2（18-21、18-21）不敌赛会头号种子、丹麦的约金·费舍尔·尼尔森/克里斯汀娜·彼德森，赢得亚军。同年3月，他与戴比·苏珊托出战印度羽毛球超級賽，在混双準决赛以0比2（16-21、14-21）不敌赛会头号种子、丹麦强档的约金·费舍尔·尼尔森/克里斯汀娜·彼德森。同年6月，他代表印尼参加新加坡举办的東南亞運動會羽毛球比賽，在率先进行的团体赛，印尼男队赢得金牌；而与戴比·苏珊托的混双决赛以2比1（18-21、21-13、25-23）险胜了马来西亚强档的陳炳順/吳柳螢，勇夺东运会混合双打金牌。同年7月，他与戴比·苏珊托出战中華台北羽毛球黃金大獎賽，在混双準决赛以0比2（20-22、15-21）不敌赛会7号种子、韩国的高成炫/金荷娜。同年8月，他參加印尼雅加达舉行的世界羽毛球錦標賽，他和戴比·苏珊托出戰混合双打項目。他與戴比·苏珊托以11號種子身分出戰，故在首圈輪空；但在次圈以2比0（21-9、21-12）轻取澳大利亚的罗宾·米德尔顿 /周玉蓮。在第三圈，激战三局以2-1（22-20、19-21、23-21）擊敗赛会5號種子丹麦的约金·费舍尔·尼尔森 /克里斯汀娜·彼德森。八强中，以0-2（13-21、14-21）不敌赛会1號種子中国的张楠/赵芸蕾，八强止步。同年9月，他与戴比·苏珊托出战泰國羽毛球黃金大獎賽，在混双决赛以1比2（19-21、21-17、16-21）不敌韩国新老组合的催率圭/嚴惠媛，赢得亚军。同年10月，他与戴比·苏珊托出战法國羽毛球超級賽，在混双决赛以1比2（10-21、21-15、19-21）不敌赛会7号种子、韩国的高成炫/金荷娜。同年12月，他与戴比·苏珊托出战印尼羽毛球大師賽，在混双决赛以0比2（18-21、13-21）不敌赛会头号种子、队友的通托维·艾哈迈德/利利亚纳·纳西尔，赢得亚军。同期12月，他与戴比·苏珊托出战世界羽聯超級系列賽總決賽，在小组赛取得第二出线；但在準決賽以0比2（17-21、20-22）不敌英格兰夫妻档的克里斯·爱德考克/加布里·爱德考克。

### 2016年 全英赛首冠、里约奥运八强
2016年1月，普拉文·乔丹与戴比·苏珊托出战印度羽毛球黃金大獎賽，在混双决赛以2比1（23-25、21-9、21-16）击败了泰国新老组合的德差蓬·保乌拉努科/沙西丽·德拉达那猜，赢得开门红。同年3月，他与戴比·苏珊托出战全英羽毛球首要超級賽，在混双决赛以2比0（21-12、21-17）击败了赛会5号种子、丹麦强档的约金·费舍尔·尼尔森/克里斯汀娜·彼德森，首次赢得全英赛冠军。同年8月，他代表印尼出戰巴西里約熱內盧舉行的奥林匹克运动会羽毛球比賽混合双打項目，與戴比·苏珊托以7號種子身分出戰。在小組賽階段先後擊敗中国香港的李晉熙/周凱華和德国的麦克·福克斯/比尔吉德·迈克斯，但在小组赛中曾先输给了中國的张楠/赵芸蕾，最终还是以赛7號種子和小组次名晉級八强。半準決賽，普拉文·乔丹和戴比·苏珊托面对前辈印尼的通托维·艾哈迈德/利利亚纳·纳西尔，以0比2（16-21、11-21）不敌队友。同年11月，他与戴比·苏珊托出战香港羽毛球超級賽，在混双决赛以0比2（19-21、17-21）不敌赛会7号种子、队友的通托维·艾哈迈德/利利亚纳·纳西尔，赢得亚军。同年12月，他与戴比·苏珊托出战世界羽聯超級系列賽總決賽，在小组赛取得头名出线；在準決賽以1比2（19-21、21-17、9-21）不敌英格兰夫妻档的克里斯·爱德考克/加布里·爱德考克。

### 2017年 超级赛首冠
2017年3月，普拉文·乔丹与戴比·苏珊托出战瑞士羽毛球黃金大獎賽，在混双决赛以0比2（18-21、15-21）不敌赛会3号种子、泰国强档的德差蓬·保乌拉努科/沙西丽·德拉达那猜，赢得亚军。同年9月，他与戴比·苏珊托出战韓國羽毛球超級賽，他们分别淘汰了印度的普拉纳·杰里·乔普拉/斯基·雷迪、泰国的博丁·伊沙拉/沙威丽·阿米达拜、日本的保木卓朗/廣田彩花、德国的马文·埃米尔·塞德尔/琳达·埃弗勒；决赛中更是横扫对手，夺得首座超级赛的冠军。

## 主要比賽成績
只列出曾進入準決賽的國際賽事成績：
| 年份   | 賽事                     | 公開賽級別 | 項目     | 拍檔                       | 成績   |
| ------ | ------------------------ | ---------- | -------- | -------------------------- | ------ |
| 2010年 | 塞浦路斯羽毛球國際賽     | 國際系列賽 | 男子雙打 | Rangga Yave Rianto         | 準決賽 |
| 2011年 | 亞洲青年羽毛球錦標賽     | 其他       | 混合雙打 | 蒂亚拉·罗萨莉娅·努莱达赫   | 準決賽 |
| 2011年 | 亞洲青年羽毛球錦標賽     | 其他       | 混合團體 | －                         | 準決賽 |
| 2012年 | 越南羽毛球國際挑戰賽     | 國際挑戰賽 | 男子雙打 | Didit Juang Indrianto      | 準決賽 |
| 2013年 | 馬來西亞羽毛球超級賽     | 超級賽     | 混合雙打 | 维塔·玛丽莎                | 準決賽 |
| 2013年 | 紐西蘭羽毛球大獎賽       | 大獎賽     | 混合雙打 | 维塔·玛丽莎                | 冠軍   |
| 2013年 | 馬來西亞羽毛球黃金大獎賽 | 黃金大獎賽 | 混合雙打 | 维塔·玛丽莎                | 冠軍   |
| 2013年 | 新加坡羽毛球超級賽       | 超級賽     | 混合雙打 | 维塔·玛丽莎                | 準決賽 |
| 2013年 | 印尼羽毛球國際挑戰賽     | 國際挑戰賽 | 男子雙打 | Didit Juang                | 冠軍   |
| 2013年 | 印尼羽毛球黃金大獎賽     | 黃金大獎賽 | 混合雙打 | 维塔·玛丽莎                | 冠軍   |
| 2014年 | 馬來西亞羽毛球黃金大獎賽 | 黃金大獎賽 | 混合雙打 | 戴比·苏珊托                | 亞軍   |
| 2014年 | 亞洲運動會羽毛球比賽     | 其他       | 混合雙打 | 戴比·苏珊托                | 銅牌   |
| 2015年 | 馬來西亞羽毛球大師賽     | 黃金大獎賽 | 混合雙打 | 戴比·苏珊托                | 亞軍   |
| 2015年 | 全英羽毛球首要超級賽     | 首要超級賽 | 混合雙打 | 戴比·苏珊托                | 準決賽 |
| 2015年 | 印度羽毛球超級賽         | 超級賽     | 混合雙打 | 戴比·苏珊托                | 準決賽 |
| 2015年 | 蘇迪曼盃                 | 其他       | 混合團體 | －                         | 季軍   |
| 2015年 | 東南亞運動會羽毛球比賽   | 其他       | 男子團體 | －                         | 金牌   |
| 2015年 | 東南亞運動會羽毛球比賽   | 其他       | 混合雙打 | 戴比·苏珊托                | 金牌   |
| 2015年 | 中華台北羽毛球黃金大獎賽 | 黃金大獎賽 | 混合雙打 | 戴比·苏珊托                | 準決賽 |
| 2015年 | 泰國羽毛球黃金大獎賽     | 黃金大獎賽 | 混合雙打 | 戴比·苏珊托                | 亞軍   |
| 2015年 | 法國羽毛球超級賽         | 超級賽     | 混合雙打 | 戴比·苏珊托                | 亞軍   |
| 2015年 | 印尼羽毛球大師賽         | 黃金大獎賽 | 混合雙打 | 戴比·苏珊托                | 亞軍   |
| 2015年 | 世界羽聯超級系列賽總決賽 | 首要超級賽 | 混合雙打 | 戴比·苏珊托                | 準決賽 |
| 2016年 | 印度羽毛球黃金大獎賽     | 黃金大獎賽 | 混合雙打 | 戴比·苏珊托                | 冠軍   |
| 2016年 | 全英羽毛球首要超級賽     | 首要超級賽 | 混合雙打 | 戴比·苏珊托                | 冠軍   |
| 2016年 | 澳洲羽毛球超級賽         | 超級賽     | 混合雙打 | 戴比·苏珊托                | 準決賽 |
| 2016年 | 香港羽毛球超級賽         | 超級賽     | 混合雙打 | 戴比·苏珊托                | 亞軍   |
| 2016年 | 世界羽聯超級系列賽總決賽 | 首要超級賽 | 混合雙打 | 戴比·苏珊托                | 準決賽 |
| 2017年 | 瑞士羽毛球黃金大獎賽     | 黃金大獎賽 | 混合雙打 | 戴比·苏珊托                | 亞軍   |
| 2017年 | 澳洲羽毛球超級賽         | 超級賽     | 混合雙打 | 戴比·苏珊托                | 亞軍   |
| 2017年 | 韓國羽毛球超級賽         | 超級賽     | 混合雙打 | 戴比·苏珊托                | 冠軍   |
| 2017年 | 日本羽毛球超級賽         | 超級賽     | 混合雙打 | 戴比·苏珊托                | 準決賽 |
| 2018年 | 印尼羽毛球大師賽         | 超級500賽  | 混合雙打 | 梅拉蒂·达伊瓦·奥克塔维亚尼 | 準決賽 |
| 2018年 | 印度羽毛球公開賽         | 超級500賽  | 混合雙打 | 梅拉蒂·达伊瓦·奥克塔维亚尼 | 亞軍   |
| 2018年 | 韓國羽毛球大師賽         | 超級300賽  | 混合雙打 | 梅拉蒂·达伊瓦·奥克塔维亚尼 | 準決賽 |
| 2019年 | 全英羽毛球公開賽         | 超級1000賽 | 混合雙打 | 梅拉蒂·达伊瓦·奥克塔维亚尼 | 準決賽 |
| 2019年 | 印度羽毛球公開賽         | 超級500賽  | 混合雙打 | 梅拉蒂·达伊瓦·奥克塔维亚尼 | 亞軍   |
| 2019年 | 紐西蘭羽毛球公開賽       | 超級300賽  | 混合雙打 | 梅拉蒂·達伊瓦·奧克塔維亞尼 | 亞軍   |
| 2019年 | 蘇迪曼盃                 | 其他       | 混合團體 | －                         | 季軍   |
| 2019年 | 澳洲羽毛球公開賽         | 超級300賽  | 混合雙打 | 梅拉蒂·達伊瓦·奧克塔維亞尼 | 亞軍   |
| 2019年 | 日本羽毛球公開賽         | 超級750賽  | 混合雙打 | 梅拉蒂·達伊瓦·奧克塔維亞尼 | 亞軍   |
| 2019年 | 丹麥羽毛球公開賽         | 超級750賽  | 混合雙打 | 梅拉蒂·達伊瓦·奧克塔維亞尼 | 冠軍   |
| 2019年 | 法國羽毛球公开赛         | 超級750賽  | 混合雙打 | 梅拉蒂·達伊瓦·奧克塔維亞尼 | 冠軍   |
| 2019年 | 東南亞運動會羽球比賽     | 其他       | 男子團體 | －                         | 金牌   |
| 2019年 | 東南亞運動會羽球比賽     | 其他       | 混合雙打 | 梅拉蒂·達伊瓦·奧克塔維亞尼 | 金牌   |
| 2020年 | 全英羽毛球公開賽         | 超級1000賽 | 混合雙打 | 梅拉蒂·達伊瓦·奧克塔維亞尼 | 冠軍   |
| 2020年 | YONEX泰國羽毛球公開賽    | 超級1000賽 | 混合雙打 | 梅拉蒂·達伊瓦·奧克塔維亞尼 | 亞軍   |
| 2021年 | 丹麥羽毛球公開賽         | 超級1000賽 | 混合雙打 | 梅拉蒂·达伊瓦·奥克塔维亚尼 | 準決賽 |
| 2021年 | 海洛羽毛球公開賽         | 超級500賽  | 混合雙打 | 梅拉蒂·达伊瓦·奥克塔维亚尼 | 亞軍   |
| 2022年 | 亞洲羽毛球錦標賽         | 其他       | 混合雙打 | 梅拉蒂·达伊瓦·奥克塔维亚尼 | 季軍   |
| 2023年 | 西班牙馬德里羽毛球大師賽 | 超級300賽  | 混合雙打 | 梅拉蒂·达伊瓦·奥克塔维亚尼 | 亚軍   |

| 2007-2017年 | 首要超級賽 | 超級賽 | 黃金大獎賽 | 大獎賽 | 國際挑戰賽 | 國際系列賽 | 未來系列賽 | 其他 |

| 2018-2026年 | 總決賽 | 超級1000賽 | 超級750賽 | 超級500賽 | 超級300賽 | 超級100賽 | 國際挑戰賽 | 國際系列賽 | 未來系列賽 | 其他 |

### 奧運會和世錦賽參賽紀錄
|          | 搭檔                       | 2014 | 2015 | 2016 | 2017 | 2018 | 2019 | 2020 | 2021  |
| -------- | -------------------------- | ---- | ---- | ---- | ---- | ---- | ---- | ---- | ----- |
| 混合雙打 | 戴比·苏珊托                | 8強  | 8強  | 8強  | 8強  | －   | －   | －   | －    |
| 混合雙打 | 梅拉蒂·达伊瓦·奥克塔维亚尼 | －   | －   | －   | －   | 16強 | 16強 | 8強  | 32強1 |

1 賽前退賽

## 主要對賽紀錄
普拉文·乔丹與不同搭檔的與主要對手的對賽成績如下，截至2019年3月28日：
混雙 - 戴比·苏珊托
| 對手                                       | 對賽次數 | 對賽結果 | 對賽結果 | 總計 |
| 對手                                       | 對賽次數 | 勝       | 負       | 總計 |
| ------------------------------------------ | -------- | -------- | -------- | ---- |
| 通托維·艾哈邁德 利利亚纳·纳西尔            | 5        | 1        | 4        | -3   |
| 里基·维迪安托 普斯皮达·里奇·蒂莉           | 2        | 2        | 0        | +2   |
| 哈菲兹·费萨尔 谢拉·德维·奥莉亚             | 1        | 1        | 0        | +1   |
| 弗兰·库尔尼亚万·邓 科马拉·戴维             | 1        | 1        | 0        | +1   |
| 伊尔凡·法蒂拉赫 维尼·安格莱尼              | 1        | 1        | 0        | +1   |
| 伊迪·苏巴蒂亚 格罗里亚·埃马努埃莱·维德佳佳 | 1        | 1        | 0        | +1   |
| 弗兰·库尔尼亚万·邓 申迪·普斯帕·伊拉瓦蒂    | 1        | 1        | 0        | +1   |

| 對手                                  | 對賽次數 | 對賽結果 | 對賽結果 | 總計 |
| 對手                                  | 對賽次數 | 勝       | 負       | 總計 |
| ------------------------------------- | -------- | -------- | -------- | ---- |
| 约金·费舍尔·尼尔森 克里斯汀娜·彼德森  | 12       | 6        | 6        | 0    |
| 李晉熙 周凱華                         | 9        | 5        | 4        | +1   |
| 高成炫 金荷娜                         | 8        | 4        | 4        | 0    |
| 郑思维 陈清晨                         | 6        | 0        | 6        | -6   |
| 催率圭 蔡侑玎                         | 5        | 3        | 2        | +1   |
| 刘成 包宜鑫                           | 5        | 3        | 2        | +1   |
| 克里斯·爱德考克 加布里·爱德考克       | 5        | 0        | 5        | -5   |
| 德差蓬·保乌拉努科 沙西丽·德拉达那猜   | 5        | 2        | 3        | -1   |
| 陳潤龍 謝影雪                         | 4        | 4        | 0        | +4   |
| 徐晨 马晋                             | 4        | 2        | 2        | 0    |
| 鲁恺 黄雅琼                           | 4        | 2        | 2        | 0    |
| 麦克·福克斯 比尔吉德·迈克斯           | 3        | 3        | 0        | +3   |
| 许永凯 陈薇涵                         | 3        | 3        | 0        | +3   |
| 數野健太 栗原文音                     | 3        | 2        | 1        | +1   |
| 丹尼·巴瓦·克里斯南塔 梁语嫣           | 3        | 2        | 1        | +1   |
| 博丁·伊沙拉 沙威丽·阿米达拜           | 2        | 2        | 0        | +2   |
| 王齊麟 李佳馨                         | 2        | 2        | 0        | +2   |
| 普拉纳·杰里·乔普拉 斯基·雷迪          | 2        | 2        | 0        | +2   |
| 渡邊勇大 東野有紗                     | 2        | 1        | 1        | 0    |
| 金基正 申昇瓚                         | 2        | 1        | 1        | 0    |
| 马文·埃米尔·塞德尔 琳达·埃弗勒        | 1        | 1        | 0        | +1   |
| 金德永 金荷娜                         | 1        | 1        | 0        | +1   |
| 陈炳顺 謝宜希                         | 1        | 1        | 0        | +1   |
| 保木卓朗 廣田彩花                     | 1        | 1        | 0        | +1   |
| 叶夫根尼·德雷明 叶夫根尼亚·迪莫娃     | 1        | 1        | 0        | +1   |
| 萨维克赛拉吉·兰基雷迪 阿什维尼·蓬纳帕 | 1        | 1        | 0        | +1   |
| 金載煥 李紹希                         | 1        | 1        | 0        | +1   |

混雙 - 梅拉蒂·达伊瓦·奥克塔维亚尼
| 對手                                            | 對賽次數 | 對賽結果 | 對賽結果 | 總計 |
| 對手                                            | 對賽次數 | 勝       | 負       | 總計 |
| ----------------------------------------------- | -------- | -------- | -------- | ---- |
| 哈菲兹·费萨尔 格罗里亚·埃马努埃莱·维德佳佳      | 3        | 2        | 1        | +1   |
| 里奇·卡兰达·苏华迪 戴比·苏珊托                  | 1        | 1        | 0        | +1   |
| 罗纳德·亚历山大 温妮·奥克塔温纳·坎道            | 1        | 1        | 0        | +1   |
| 扬东尼·埃迪·萨帕特拉 马尔什埃拉·吉斯卡·伊斯拉米 | 1        | 1        | 0        | +1   |
| 通托維·艾哈邁德 利利亚纳·纳西尔                 | 1        | 0        | 1        | -1   |

| 對手                                    | 對賽次數 | 對賽結果 | 對賽結果 | 總計 |
| 對手                                    | 對賽次數 | 勝       | 負       | 總計 |
| --------------------------------------- | -------- | -------- | -------- | ---- |
| 陈炳顺 吳柳螢                           | 4        | 3        | 1        | +2   |
| 克里斯·爱德考克 加布里·爱德考克         | 4        | 2        | 2        | 0    |
| 德差蓬·保烏拉努科 沙西麗·德拉達那猜     | 3        | 1        | 2        | -1   |
| 何濟霆 杜玥                             | 2        | 2        | 0        | +2   |
| 郑思维 黄雅琼                           | 2        | 0        | 2        | -2   |
| 渡邊勇大 東野有紗                       | 1        | 1        | 0        | +1   |
| 徐承宰 金荷娜                           | 1        | 1        | 0        | +1   |
| 叶夫根尼·德雷明 叶夫根尼亚·迪莫娃       | 1        | 1        | 0        | +1   |
| 罗季翁·阿利莫夫 艾莉娜·达夫列托娃       | 1        | 1        | 0        | +1   |
| 金元昊 白荷娜                           | 1        | 1        | 0        | +1   |
| 马克·拉姆斯富斯 伊莎贝尔·赫特里克       | 1        | 1        | 0        | +1   |
| 李洋 楊景惇                             | 1        | 1        | 0        | +1   |
| 鄧俊文 吳芷柔                           | 1        | 1        | 0        | +1   |
| 保木卓朗 米元小春                       | 1        | 1        | 0        | +1   |
| 歐烜屹 汤金华                           | 1        | 1        | 0        | +1   |
| 吳順發 賴潔敏                           | 1        | 1        | 0        | +1   |
| 米克尔·米克尔森 麦尔·苏罗               | 1        | 1        | 0        | +1   |
| 马蒂亚斯·克里斯蒂安森 克里斯汀娜·彼德森 | 1        | 0        | 1        | -1   |
| 催率圭 申昇瓚                           | 1        | 0        | 1        | -1   |
| 李晉熙 周凱華                           | 1        | 0        | 1        | -1   |